# Лин, Джереми
Джереми Шу-Хоу Лин (англ. Jeremy Shu-How Lin; род. 23 августа 1988 года, Торранс, штат Калифорния) — американский профессиональный баскетболист, играющий на позиции разыгрывающего защитника. Является выпускником Гарвардского университета. Выставил свою кандидатуру на драфт НБА 2010 года, но не был выбран ни одной из команд. В феврале 2012 года Лин привлёк к себе широкое внимание после серии из четырёх матчей, в которых он неожиданно стал ведущим игроком «Нью-Йорк Никс» и набирал в среднем 27 очков, 8 передач и 2 перехвата за игру. Лин — первый американец тайваньского происхождения, выступающий в НБА. В апреле 2012 года журнал Time включил Лина в свой список ста самых влиятельных людей мира.

## Ранние годы
Джереми Лин родился в Лос-Анджелесе, вырос в Пало-Альто. Его отец Джи-мин переехал в США с Тайваня в 1977 году, уже в Америке он познакомился с будущей женой Ширли, также эмигрировавшей с Тайваня. Родители Джереми имеют рост 168 сантиметров. У Джереми есть старший брат Джош и младший брат Джозеф. Всех трёх сыновей отец семейства, большой поклонник баскетбола, учил играть в эту игру в местном лагере YMCA, занимался с ними три раза в неделю. Семья также регулярно смотрела игры НБА по телевизору и посещала домашние игры «Голден Стэйт Уорриорз». Джереми Лин вырос в христианской семье.

## Старшая школа
По словам тренера старшей школы Пало-Альто Питера Дипенброка, Лин был легендой детской лиги. Когда Лин поступил в старшую школу Пало-Альто, его рост составлял 160 сантиметров, к выпускному классу он вырос до 188 сантиметров. Даже несмотря на небольшой рост Лин в первый же год попал в школьную баскетбольную команду, на второй год обучения стал игроком стартовой пятёрки, а в выпускном классе был капитаном команды. Выступая за школьную команду, Лин трижды был удостоен включения в символическую сборную лучших игроков спортивной лиги долины Санта-Клара, дважды его признавали лучшим игроком лиги. В выпускном классе Лин набирал в среднем за игру 15,1 очков, 7,1 передач, 5 перехватов и 6,2 подборов. Его команда выиграла в школьном чемпионате 32 игры и проиграла всего одну, стала победителем второго дивизиона чемпионата штата. По итогам сезона Лин был удостоен множества наград, в числе которых звания лучшего игрока второго дивизиона Северной Калифорнии, лучшего спортсмена Северной Калифорнии и титул игрока года по версии San Francisco Chronicle. Лин окончил школу со средним баллом 4,2, был редактором школьной газеты и был удостоен нескольких наград за успехи в учёбе.

## Университет

### Поступление
Лин разослал своё резюме всем университетам Лиги плюща, в Стэнфорд и в Калифорнийские университеты в Беркли и Лос-Анджелесе. Калифорнийские университеты предложили ему поступление без спортивной стипендии. Лишь Гарвард и Браун гарантировали Лину место в своих баскетбольных командах, однако университеты Лиги плюща не предоставляют спортивных стипендий. По мнению Рекса Уолтерса, тренера баскетбольной команды Университета Сан-Франциско, Лина недооценили из-за ограничений, накладываемых NCAA на количество просмотров потенциальных новобранцев. Обычно тренер делает выводы о перспективности того или иного игрока за пять минут наблюдения за ним, по мнению Лина, чтобы оценить его игру, требуется более одного просмотра, так как он не выделяется чем-то экстраординарным в плане физических данных и манере игры.
В июле 2005 года помощник тренера баскетбольной команды Гарварда Билл Холден отправился на просмотр Лина. Хотя игрок поначалу не впечатлил тренера своей игрой, ему удалось доказать свою полезность в следующем матче и вскоре он стал самым приоритетным новичком в селекционной кампании Гарварда, тренеры которого опасались, что Стэнфорд предложит игроку спортивную стипендию, но тамошним селекционерам не понравились физические данные Лина. В результате Лин в 2006 году поступил в Гарвардский университет. По мнению Джо Лейкоба, будущего владельца «Голден Стэйт Уорриорз», селекционеры Стэнфорда допустили серьёзную ошибку, недооценив Лина.

### Гарвард

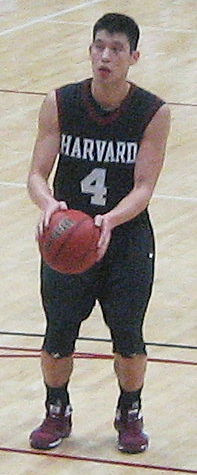
Джереми Лин во время игры за команду Гарварда

В свой первый сезон в Гарвардском университете Лин был одним из резервных разыгрывающих университетской баскетбольной команды. В сезоне 2007-08, когда университетскую команду возглавил Томми Эмакер, Лину удалось занять место в стартовой пятёрке. Он набирал в среднем 12,6 очков и был включён во вторую символическую сборную Лиги плюща. В следующем сезоне Лин был единственным игроком первого дивизиона, которому удалось войти в десятку лучших игроков своей конференции по набранным очкам, подборам, передачам, перехватам, блок-шотам, проценту попаданий с игры, реализации трёхочковых и штрафных бросков, а по итогам сезона он был включён в первую сборную Лиги плюща. В игре с командой Бостонского колледжа, занимавшего 17-ю строчку в общенациональном рейтинге, Лин набрал 27 очков, отдал 8 передач и сделал 6 подборов, чем помог своей команде одержать победу со счётом 82-70.
Во время учёбы на последнем курсе Лин набирал в среднем за игру 16,4 очка, 4,4 подбора, 4,5 передач, 2,4 перехвата и 1,1 блок-шот и во второй раз был включён в первую сборную Лиги плюща. В середине сезона он был одним из 30 кандидатов на получение приза Джона Вудена и одним из 11 финалистов приза Боба Коузи. Обозреватель ESPN Фран Фраскьелла включил Лина в число 12 самых разносторонних игроков в студенческом баскетболе. Широкое внимание общественности Джереми привлёк к себе после игры с командой Университета Коннектикута, занимавшей 12-е место в национальном рейтинге. В этой игре Лин установил личный рекорд в 30 очков и сделал 9 подборов. После игры тренер Коннектикута Джим Кэлхун высказался о Лине в положительном ключе.
В свой последний сезон Лин помог команде Гарварда установить университетские рекорды по количеству побед (21), побед над командами других конференция (11), побед дома (11) и побед на выезде (10). Сам Лин стал первым игроком в истории Лиги плюща, которому удавалось набрать больше 1450 очков, 450 подборов, 400 передач и 200 перехватов. В 2010 году он выпустился из Гарвардского университета со степенью в экономике и средним баллом 3,1.

## Карьера в НБА

### Драфт и предсезонные сборы
Баскетболисты из университетов Лиги плюща редко попадают в НБА. Последним в НБА игроком из Лиги плюща был Крис Дадли из Йеля в 2003 году, а последним выпускником Гарварда в лиге был Эд Смит, игравший в 1954 году за «Нью-Йорк Никс». После выпуска Лина из Гарвардского университета в 2010 году восемь команд НБА пригласили его на сборы перед драфтом. Ни одна из команд не дала ему возможности показать свои навыки в стандартной баскетбольной игре с участием десяти человек, организаторы сборов устраивали лишь спарринги 1 на 1, 2 на 2 и 3 на 3, а в такой баскетбол Лину играть ранее не доводилось. На драфте НБА 2010 года, прошедшем 24 июня, Лина не выбрала ни одна из команд лиги.
После драфта Лин получил приглашение в мини-лагерь, организованный «Даллас Маверикс», а затем генеральный менеджер Донни Нельсон пригласил его играть за «Маверикс» в летней лиге НБА. Лин сыграл в летней лиге пять игр, в которых его ставили как на позицию разыгрывающего, так и на позицию атакующего защитника. В среднем за игру он набирал 9,8 очков, делал 3,2 подбора, 1,8 передач и 1,2 перехвата за 18,6 минут при реализации 54,5 % бросков с игры. После летней лиги Лину предложили контракты «Маверикс», «Лос-Анджелес Лейкерс» и одна неназванная команда Восточной конференции. Позже к этим трём прибавился ещё и клуб «Голден Стэйт Уорриорз».

### Голден Стэйт Уорриорз

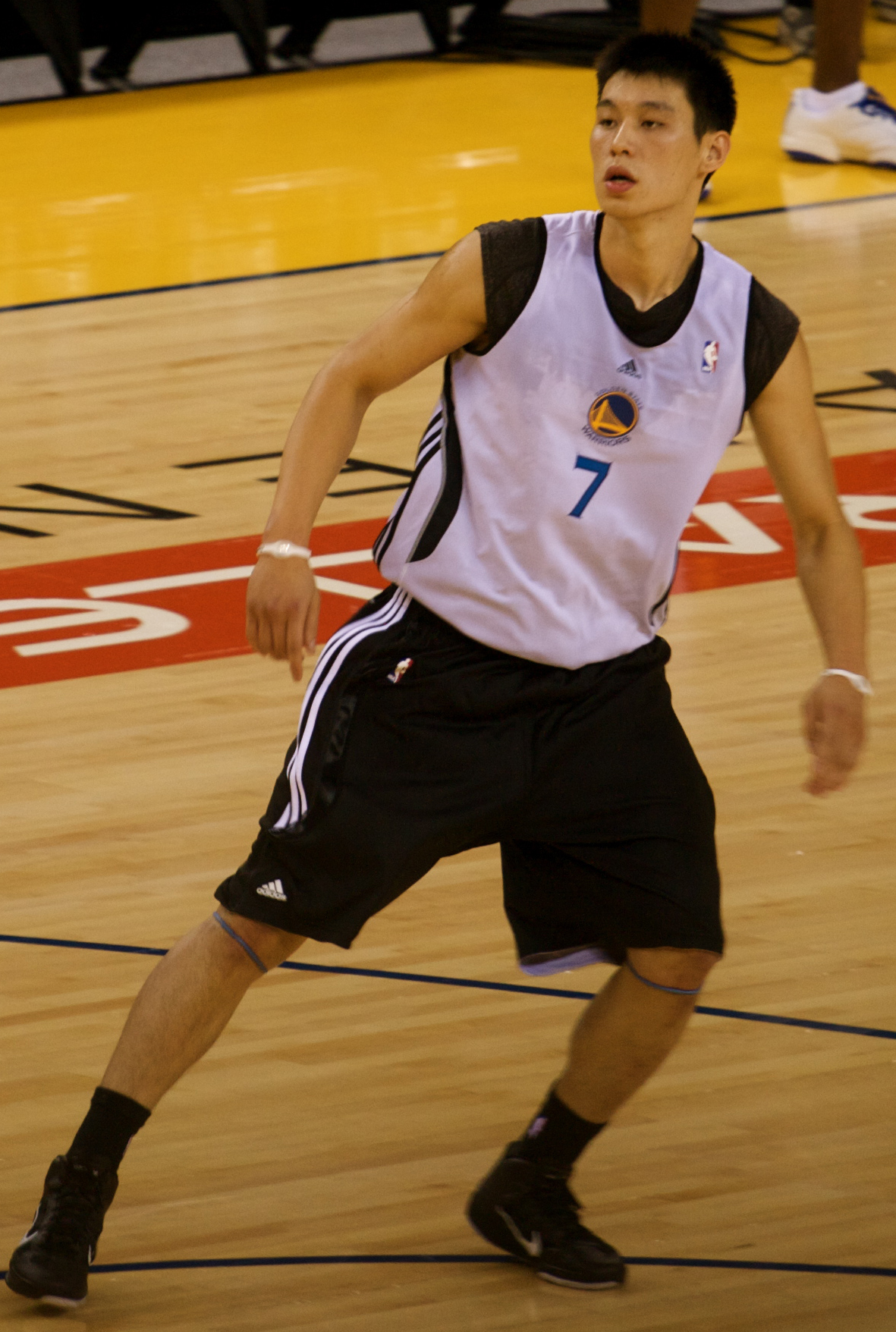
Джереми Лин на тренировке «Уорриорз» в 2010 году

21 июля 2010 года Лин подписал двухгодичный контракт с «Голден Стэйт Уорриорз». Гарантированная часть контракта включала лишь часть сезона 2010-11, продление его на второй сезон было прерогативой клуба. Сообщалось, что зарплата Лина за сезон должна составить 500 тысяч долларов. Решение о приглашении в команду Лина принимал непосредственно владелец, Джо Лейкоб. По словам Лина, три команды предложили ему лучшие контракты, но он предпочёл переехать в родную Калифорнию. Игрок также подписал трёхгодичный спонсорский контракт с компанией Nike, продукция с его именем поступила в продажу до его дебюта в НБА.
Газета  San Jose Mercury News написала, что Лин стал культовым героем после подписания контракта, поскольку в области залива Сан-Франциско проживает большое количество американцев азиатского происхождения. Лин стал первым американцем китайского или тайваньского происхождения, попавшим в НБА, а также первым в лиге американцем азиатского происхождения с 1947 года. В первой предсезонной игре на Oracle Arena 10 тысяч зрителей восторженно приветствовали выход на площадку Лина. Джереми провёл на площадке 11 минут, набрал 7 очков, сделал 3 подбора и отдал 2 передачи. Внимание публики было приковано к Лину и на выездных играх.
В ротации «Уорриорз» Лин был лишь третьим разыгрывающим после чемпиона мира 2010 года Стефена Карри и Чарли Белла, а в декабре, после прихода в команду Эйси Лоу, оказался четвёртым. В заявку на первую игру регулярного сезона 2010-11 Лин не попал, дебютировал в следующей игре против «Лос-Анджелес Клипперс». Болельщики на Oracle Arena встретили Лина стоячей овацией, когда он появился на площадке за 2 минуты 32 секунды до конца игры. В той игре он не набирал очков, но отметился перехватом. В следующей игре против «Лейкерс» на Staples Center в Лос-Анджелесе болельщики также встречали выход Лина на площадку аплодисментами. Джереми набрал свои первые очки в НБА, сделал 3 передачи и четыре перехвата, с ним на площадке «Уорриорз» сделали рывок 12-1. После игры Лин был удостоен похвалы со стороны тренера Кита Смарта и разыгрывающего «Лейкерс», Дерека Фишера.
В дебютном сезоне Лину не удалось стать полноценным игроком «Уорриорз», три раза руководство команды отправляло его на стажировку в клуб Лиги развития НБА «Рино Бигхорнс» и три раза возвращало его назад. Всего за «Бигхорнс» он провёл 20 игр, в которых в среднем набирал 18 очков, делал 5,8 подборов и отдавал 4,3 передачи. 18 марта 2011 года он набрал 27 очков, установив личный рекорд на профессиональном уровне. По словам Лейкоба, «Уорриорз» получали предложения по обмену Лин, пока он играл в Лиге развития, однако владелец клуба был доволен прогрессом игрока, контракт которого обходился ему весьма дёшево. В своём первом сезоне в НБА Лин провёл 29 игр, в которых играл в среднем около 10 минут и набирал 2,6 очков.

### Межсезонье 2011 года
В межсезонье 2011 года Лин много работал над своим броском в прыжке. 4 августа 2011 года Лин сообщил, что рассматривает возможность выступления за рубежом во время локаута в НБА и определится со своим будущим, когда полностью восстановится после травмы. В сентябре 2011 года Лин провёл несколько игр за клуб китайской баскетбольной ассоциации «Дунгуань Леопардс» на клубном чемпионате Азии, проходившем в китайском городе Гуанчжоу. Его команда заняла на турнире второе место, а сам Лин был признан самым ценным его игроком. Примерно в то же время президент клуба «Шанхай Шаркс» и бывшая звезда НБА Яо Мин приглашал Лина выступать в Китае полный сезон. Однако Лин имел действующий контракт с «Голден Стэйт Уорриорз», а по правилам китайской баскетбольной ассоциации подписывать с клубами контракты имеют право лишь свободные агенты. Незадолго до окончания локаута Лин был близок к подписанию контракта с одним из итальянских клубов.
Из-за локаута ему так и не удалось потренироваться под началом нового тренера «Уорриорз» Марка Джексона. 9 декабря 2011 года в первый день тренировочного лагеря Лин был отчислен из команды, которая собиралась расчистить платёжную ведомость для подписания контракт с центровым Деандре Джорданом, кроме того, в команде появился ещё один разыгрывающий, новичок Чарльз Дженкинс.
12 декабря 2011 года Лин подписал негарантированный контракт с «Хьюстон Рокетс». Он сыграл за команду в двух предсезонных играх, проведя на площадке в общей сложности семь минут. У «Рокетс» на тот момент было уже три разыгрывающих защитника с гарантированными контрактами: Кайл Лоури, Горан Драгич и Джонни Флинн. 24 декабря, незадолго до начала сезона, генеральный менеджер «Хьюстона» Дэрил Мори отчислил Лина из команды, чтобы освободить место для подписания контракта с центровым Самюэлем Далембертом.

### Нью-Йорк Никс

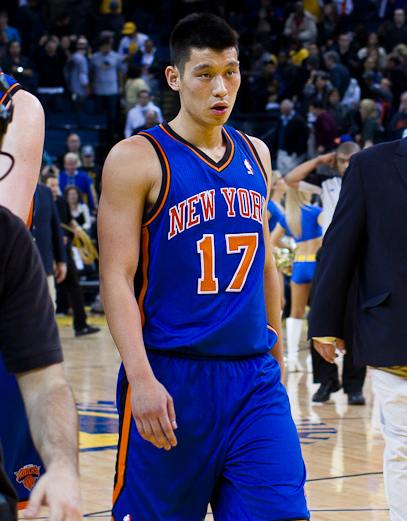
Лин в составе «Нью-Йорк Никс»

27 декабря негарантированный контракт с Лином подписала команда «Нью-Йорк Никс». Хотя в команде было уже четыре разыгрывающих: Тони Дуглас, Майк Бибби, Иман Шумперт и Бэрон Дэвис, последние двое были травмированы. Лин оказался третьим разыгрывающим в ротации «Никс», в новой команде он дебютировал 29 декабря в выездной игре против «Голден Стэйт Уорриорз». 17 января 2012 года Лина отправили в команду Лиги развития «Эри Бэйхокс». 20 января он провёл за «Эри» свою первую и единственную игру, в которой сделал трипл-дабл, набрав 28 очков, 11 подборов и 12 передач. Через три дня он был возвращён в состав «Никс». Руководство команды рассматривало варианты отчисления Лина до 10 февраля, когда его контракт становился гарантированным. Однако тренер Майк Д’Антони в условиях очень слабой игры команды и угрозы собственного увольнения решил дать Лину шанс.
4 февраля 2012 года в игре против «Нью-Джерси Нетс» Лин неожиданно набрал 25 очков, сделал 5 подборов и отдал 7 результативных передач, по этим трёх показателям установив личные рекорды. Его команда одержала победу со счётом 99-92. Следующую игру против команды «Юта Джаз» Лин впервые в карьере начал в стартовой пятёрке. Он набрал 28 очков, отдал восемь результативных передач и помог команде одержать вторую победу подряд, причём «Никс» выиграли без своих лидеров Амаре Стадемайра, отсутствовавшего по семейным причинам, и Кармело Энтони, получившего травму на шестой минуте игры. В игре против «Вашингтон Уизардс» Лин сделал свой первый дабл-дабл: набрал 23 очка и отдал 10 передач. 10 февраля он установил новый рекорд результативности, набрав 38 очков в игре против «Лос-Анджелес Лейкерс», и вновь помог своей команде победить. После игры лидер «Лейкерс» Коби Брайант, набравший на четыре очка меньше, назвал игру Лина феноменальной. 11 февраля «Никс» обыграли «Миннесоту», а Лин набрал 20 очков и отдал 8 передач. Лин был признан лучшим игроком недели в Восточной конференции, за эту неделю он четыре игры провёл в стартовой пятёрке, набирал в среднем 27,3 очка, отдавал 8,3 передачи и делал 2 перехвата, причём «Никс» во всех этих играх одержали победы. 14 февраля в игре с «Торонто Рэпторс» Лин реализовал победный трёхочковый бросок за секунду до конца игры. На следующий день он отдал 13 результативных передач в игре с «Сакраменто Кингз», что стало его новым личным рекордом. Также эта победа позволила «Никс» выйти на отметку в 50 % побед. Победная серия «Никс», начавшаяся после того, как набрал форму Лин, насчитывала семь игр. Она прервалась 17 февраля в игре против «Нью-Орлеан Хорнетс», в которой «Никс» проиграли со счётом 85-89, Лин набрал 26 очков.
Агентство Associated Press назвало игру Лина самой удивительной историей в НБА. Неожиданный прогресс Лина с подачи журналистов получил название «Линсэнити» (англ. Linsanity, игра слов — фамилия Lin и insanity — «безумие»). Лин стал самой популярной темой в спортивной прессе, его прогресс вызвал широкий интерес даже у президента Обамы. Член Зала славы баскетбола Мэджик Джонсон, говоря о Лине, сказал, что не видел такого восторга на Madison Square Garden (домашней арене «Нью-Йорк Никс») уже долгое время. Продажи спортивной атрибутики с именем Лина в феврале 2012 года поднялись на 3000 %.
После окончания победной серии «Нью-Йорк Никс» 17 февраля команда вновь вошла в нестабильный ритм, а в начале марта выдала серию из шести поражений подряд. 14 марта Майк Д’Антони был уволен с должности главного тренера «Никс», на временной основе команду возглавил его ассистент Майк Вудсон. После назначения Вудсона команда вновь стала побеждать и поднялась до восьмого места в Восточной конференции, дающего право на попадание в плей-офф. 24 марта, после игры с «Детройт Пистонс», Лин пожаловался на боль в левом колене, а МРТ показала небольшое растяжение мениска. 31 марта «Никс» объявили, что Лин решил пройти хирургическую операцию на колене, в связи с которой он пропустит остаток сезона и первый раунд плей-офф.
Всего в составе «Никс» Лин провёл 35 игр и только в 26 из них он получал достаточно игрового времени, набирая в среднем 18,5 очков и делая 7,6 передач за игру. С такими статистическими показателями на протяжении всего сезона он оказался бы в десятке лучших разыгрывающих лиги по набранным очкам и отданным передачам. Газета The New York Times назвала Лина самым популярным за последнее десятилетие игроком среди болельщиков «Никс».

### Хьюстон Рокетс

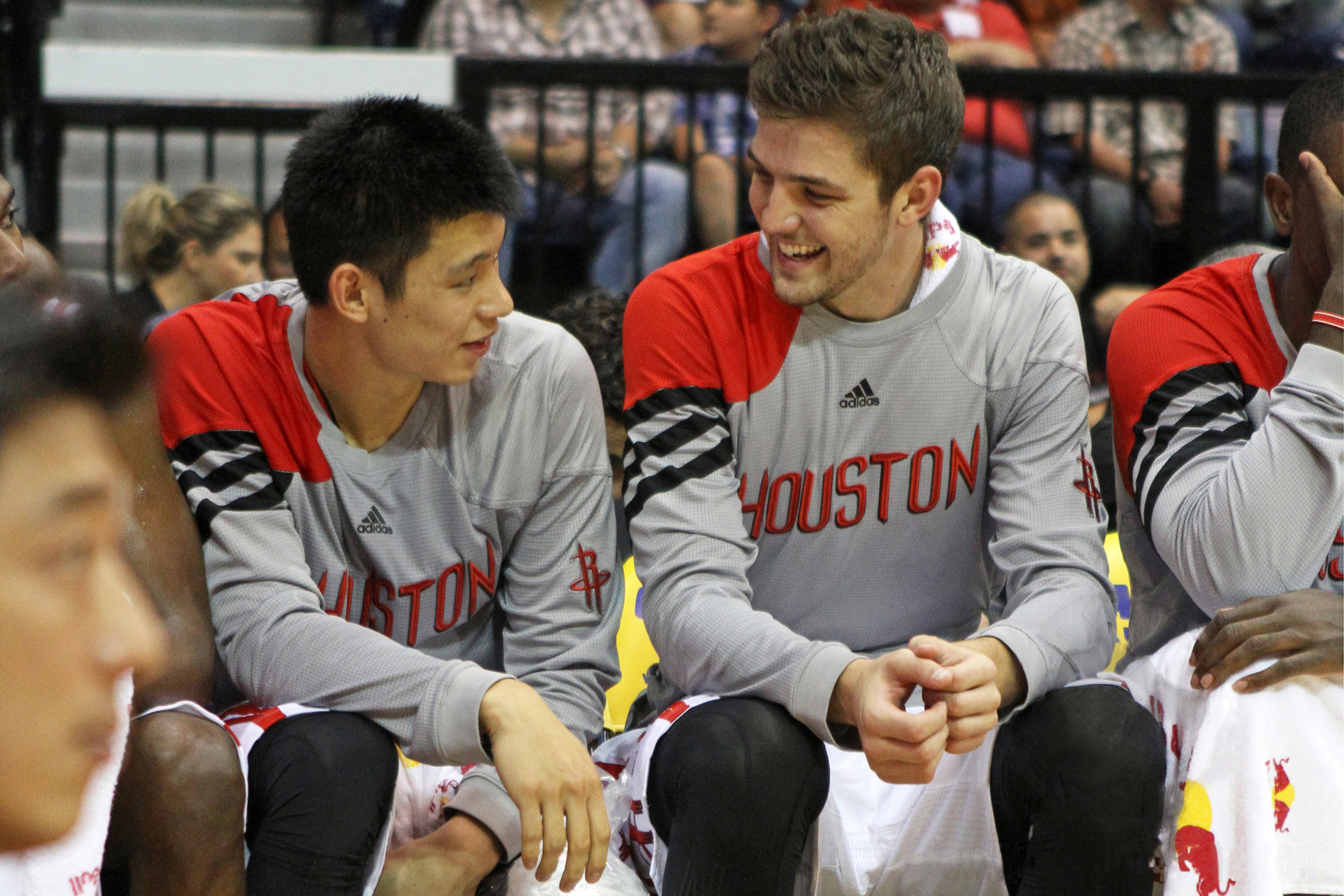
Джереми Лин и Чендлер Парсонс на составе «Хьюстон Рокетс»

Летом 2012 года Лин стал ограничено свободным агентом, то есть любая из команд НБА могла предложить ему новый контракт, но клуб «Нью-Йорк Никс» имел право в течение недели повторить предложение и сохранить игрока у себя. Баскетбольные обозреватели предполагали, что руководство нью-йоркского клуба постарается оставить Лина в команде, учитывая его выросшую до мирового уровня популярность. Источник в клубе сообщил ESPN, что «Никс» готовы перебить любое предложение по Лину, вплоть «до 1 миллиарда долларов». В июле клуб «Хьюстон Рокетс» предложил Лину четырёхлетний контракт на сумму 28,8 миллионов долларов, при этом четвёртый год был опцией клуба, то есть гарантированная зарплата составляла 19,5 миллионов. Тренер Майк Вудсон рассказал журналистам, что «Никс» готовы повторить предложение «Хьюстона» и что Лин в следующем сезоне вновь будет основным разыгрывающим. После этого «Рокетс» изменили предложение, заменив его трёхлетним контрактом на 25 миллионов, и «Нью-Йорк» не стал его повторять. Зарплата Лина по новому контракту составит по 5 миллионов в первых двух сезонах и почти 15 миллионов в третьем. Для «Никс», в составе которого летом 2012 года уже находилось трое игроков с крупными контрактами: Кармело Энтони, Амаре Стадемайр и Тайсон Чендлер, последний год контракта Лина из-за налога на роскошь стоил бы нью-йоркскому клубу около 43 миллионов.

### Лос-Анджелес Лейкерс
13 июля 2014 года «Хьюстон» отправил Лина и права выбора в обоих раундах драфта 2015 года в «Лос-Анджелес Лейкерс» в обмен лишь на права на никогда не игравшего в НБА украинского ветерана Сергея Лищука. Считается, что «Хьюстон» намеревался таким образом избавиться от 15-миллионной зарплаты Лина за третий год контракта и подписать Криса Боша, который вскоре предпочёл остаться в «Майами».

## Международная карьера
Лина приглашали выступать за мужскую баскетбольную сборную Китайского Тайбэя, под этим названием на международной арене выступает Китайская Республика (Тайвань). 28 июля 2010 года Лин принял участие в благотворительной игре, организованной в Тайбэе Яо Мином, и рассказал, что пока не определился, будет ли он выступать за Китайский Тайбэй. В июне 2011 года баскетбольная ассоциация Китайского Тайбэя включила Лина в предварительную заявку из 24 игроков для участия в чемпионате Азии 2011 года. В следующем месяце ассоциация объявила, что Лин не будет включён в окончательную заявку из-за травмы колена. Тайваньские СМИ сообщали, что Лин отклонил предложение выступать за команду КНР на том же турнире, однако китайская федерация баскетбола опровергла факт приглашения Лина в сборную.

## Статистика

### Статистика в НБА
| Сезон                                                                                    | Команда      | Регулярный сезон | Регулярный сезон | Регулярный сезон | Регулярный сезон | Регулярный сезон | Регулярный сезон | Регулярный сезон | Регулярный сезон | Регулярный сезон | Регулярный сезон | Регулярный сезон | Серия плей-офф | Серия плей-офф | Серия плей-офф | Серия плей-офф | Серия плей-офф | Серия плей-офф | Серия плей-офф | Серия плей-офф | Серия плей-офф | Серия плей-офф | Серия плей-офф |
| Сезон                                                                                    | Команда      | GP               | GS               | MPG              | FG%              | 3P%              | FT%              | RPG              | APG              | SPG              | BPG              | PPG              | GP             | GS             | MPG            | FG%            | 3P%            | FT%            | RPG            | APG            | SPG            | BPG            | PPG            |
| ---------------------------------------------------------------------------------------- | ------------ | ---------------- | ---------------- | ---------------- | ---------------- | ---------------- | ---------------- | ---------------- | ---------------- | ---------------- | ---------------- | ---------------- | -------------- | -------------- | -------------- | -------------- | -------------- | -------------- | -------------- | -------------- | -------------- | -------------- | -------------- |
| 2010/11                                                                                  | Голден Стэйт | 29               | 0                | 9,8              | 38,9             | 20,0             | 76,0             | 1,2              | 1,4              | 1,1              | 0,3              | 2,6              | Не участвовал  | Не участвовал  | Не участвовал  | Не участвовал  | Не участвовал  | Не участвовал  | Не участвовал  | Не участвовал  | Не участвовал  | Не участвовал  | Не участвовал  |
| 2011/12                                                                                  | Нью-Йорк     | 35               | 25               | 26,9             | 44,6             | 32,0             | 79,8             | 3,1              | 6,2              | 1,6              | 0,3              | 14,6             | Не участвовал  | Не участвовал  | Не участвовал  | Не участвовал  | Не участвовал  | Не участвовал  | Не участвовал  | Не участвовал  | Не участвовал  | Не участвовал  | Не участвовал  |
| 2012/13                                                                                  | Хьюстон      | 82               | 82               | 32,2             | 44,1             | 33,9             | 78,5             | 3,0              | 6,1              | 1,6              | 0,4              | 13,4             | 4              | 3              | 21,0           | 25,0           | 16,7           | 100,0          | 2,0            | 2,0            | 0,5            | 0,3            | 4,0            |
| 2013/14                                                                                  | Хьюстон      | 71               | 33               | 28,9             | 44,6             | 35,8             | 82,3             | 2,6              | 4,1              | 1,0              | 0,4              | 12,5             | 6              | 0              | 29,5           | 41,0           | 21,7           | 81,3           | 3,7            | 4,3            | 0,5            | 0,2            | 11,3           |
| 2014/15                                                                                  | Лейкерс      | 74               | 30               | 25,8             | 42,4             | 36,9             | 79,5             | 2,6              | 4,6              | 1,1              | 0,4              | 11,2             | Не участвовал  | Не участвовал  | Не участвовал  | Не участвовал  | Не участвовал  | Не участвовал  | Не участвовал  | Не участвовал  | Не участвовал  | Не участвовал  | Не участвовал  |
| 2015/16                                                                                  | Шарлотт      | 78               | 13               | 26,3             | 41,2             | 33,6             | 81,5             | 3,2              | 3,0              | 0,7              | 0,5              | 11,7             | 7              | 0              | 27,0           | 41,3           | 21,4           | 82,1           | 2,3            | 2,6            | 0,7            | 0,0            | 12,4           |
| 2016/17                                                                                  | Бруклин      | 36               | 33               | 24,5             | 43,8             | 37,2             | 81,6             | 3,8              | 5,1              | 1,2              | 0,4              | 14,5             | Не участвовал  | Не участвовал  | Не участвовал  | Не участвовал  | Не участвовал  | Не участвовал  | Не участвовал  | Не участвовал  | Не участвовал  | Не участвовал  | Не участвовал  |
| 2017/18                                                                                  | Бруклин      | 1                | 1                | 25,2             | 41,7             | 50,0             | 100,0            | 0,0              | 4,0              | 0,0              | 0,0              | 18,0             | Не участвовал  | Не участвовал  | Не участвовал  | Не участвовал  | Не участвовал  | Не участвовал  | Не участвовал  | Не участвовал  | Не участвовал  | Не участвовал  | Не участвовал  |
| 2018/19                                                                                  | Атланта      | 51               | 1                | 19,7             | 46,6             | 33,3             | 84,5             | 2,3              | 3,5              | 0,7              | 0,1              | 10,7             | Не участвовал  | Не участвовал  | Не участвовал  | Не участвовал  | Не участвовал  | Не участвовал  | Не участвовал  | Не участвовал  | Не участвовал  | Не участвовал  | Не участвовал  |
| 2018/19                                                                                  | Торонто      | 23               | 3                | 18,8             | 37,4             | 20,0             | 81,0             | 2,6              | 2,2              | 0,4              | 0,3              | 7,0              | 8              | 0              | 3,4            | 22,2           | 50,0           | 100,0          | 0,4            | 0,5            | 0,1            | 0,0            | 1,1            |
|                                                                                          | Всего        | 480              | 221              | 25,5             | 43,3             | 34,2             | 80,9             | 2,8              | 4,3              | 1,1              | 0,4              | 11,6             | 25             | 3              | 19,0           | 37,6           | 21,6           | 83,6           | 2,0            | 2,2            | 0,4            | 0,1            | 7,2            |
| Наведите курсор мыши на аббревиатуры в заголовке таблицы, чтобы прочесть их расшифровку. |              |                  |                  |                  |                  |                  |                  |                  |                  |                  |                  |                  |                |                |                |                |                |                |                |                |                |                |                |

### Статистика в Джи-Лиге
| Сезон                                                                                    | Команда             | Регулярный сезон | Регулярный сезон | Регулярный сезон | Регулярный сезон | Регулярный сезон | Регулярный сезон | Регулярный сезон | Регулярный сезон | Регулярный сезон | Регулярный сезон | Регулярный сезон | Серия плей-офф | Серия плей-офф | Серия плей-офф | Серия плей-офф | Серия плей-офф | Серия плей-офф | Серия плей-офф | Серия плей-офф | Серия плей-офф | Серия плей-офф | Серия плей-офф |
| Сезон                                                                                    | Команда             | GP               | GS               | MPG              | FG%              | 3P%              | FT%              | RPG              | APG              | SPG              | BPG              | PPG              | GP             | GS             | MPG            | FG%            | 3P%            | FT%            | RPG            | APG            | SPG            | BPG            | PPG            |
| ---------------------------------------------------------------------------------------- | ------------------- | ---------------- | ---------------- | ---------------- | ---------------- | ---------------- | ---------------- | ---------------- | ---------------- | ---------------- | ---------------- | ---------------- | -------------- | -------------- | -------------- | -------------- | -------------- | -------------- | -------------- | -------------- | -------------- | -------------- | -------------- |
| 2010/11                                                                                  | Рино Бигхорнс       | 20               | 10               | 31,7             | 47,7             | 38,9             | 71,8             | 5,8              | 4,4              | 2,1              | 0,3              | 18,0             | Не участвовал  | Не участвовал  | Не участвовал  | Не участвовал  | Не участвовал  | Не участвовал  | Не участвовал  | Не участвовал  | Не участвовал  | Не участвовал  | Не участвовал  |
| 2011/12                                                                                  | Эри Бэйхокс         | 1                | 1                | 44,4             | 52,9             | 0,0              | 90,9             | 11,0             | 12,0             | 2,0              | 1,0              | 28,0             | Не участвовал  | Не участвовал  | Не участвовал  | Не участвовал  | Не участвовал  | Не участвовал  | Не участвовал  | Не участвовал  | Не участвовал  | Не участвовал  | Не участвовал  |
| 2020/21                                                                                  | Санта-Круз Уорриорз | 9                | 8                | 31,2             | 50,5             | 42,6             | 87,9             | 3,2              | 6,4              | 0,9              | 0,4              | 19,8             | 2              | 2              | 28,3           | 52,0           | 45,5           | 50,0           | 3,0            | 6,0            | 0,5            | 0,0            | 16,0           |
|                                                                                          | Всего               | 30               | 19               | 32,0             | 48,7             | 39,5             | 76,0             | 5,2              | 5,2              | 1,7              | 0,4              | 18,9             | 2              | 2              | 28,3           | 52,0           | 45,5           | 50,0           | 3,0            | 6,0            | 0,5            | 0,0            | 16,0           |
| Наведите курсор мыши на аббревиатуры в заголовке таблицы, чтобы прочесть их расшифровку. |                     |                  |                  |                  |                  |                  |                  |                  |                  |                  |                  |                  |                |                |                |                |                |                |                |                |                |                |                |

### Статистика в NCAA
| Сезон | Команда | Conf  | Class | GP  | GS | MPG  | FG%  | 3P%  | FT%  | RPG | APG | SPG | BPG | PPG  |
| --- | ------- | ----- | ----- | --- | -- | ---- | ---- | ---- | ---- | --- | --- | --- | --- | ---- |
| 2006/07 | Гарвард | Ivy   | FR    | 28  | 0  | 18,1 | 41,5 | 28,1 | 81,8 | 2,5 | 1,8 | 1,0 | 0,1 | 4,8  |
| 2007/08 | Гарвард | Ivy   | SO    | 30  | 30 | 31,3 | 44,8 | 27,9 | 62,1 | 4,8 | 3,6 | 1,9 | 0,6 | 12,6 |
| 2008/09 | Гарвард | Ivy   | JR    | 28  | 28 | 34,8 | 50,2 | 40,0 | 74,4 | 5,5 | 4,3 | 2,4 | 0,6 | 17,8 |
| 2009/10 | Гарвард | Ivy   | SR    | 29  | 29 | 32,2 | 51,9 | 34,1 | 75,5 | 4,4 | 4,5 | 2,4 | 1,1 | 16,4 |
| Всего | Всего   | Всего | Всего | 115 | 87 | 29,2 | 48,1 | 33,3 | 73,3 | 4,3 | 3,5 | 2,0 | 0,6 | 12,9 |
| Наведите курсор мыши на аббревиатуры в заголовке таблицы, чтобы прочесть их расшифровку Статистика приведена с сайта sports-reference.com |         |       |       |     |    |      |      |      |      |     |     |     |     |      |